# Liste der Deutschen Meister im Eisschnelllauf

Logo – Deutsche Eisschnelllauf-Gemeinschaft

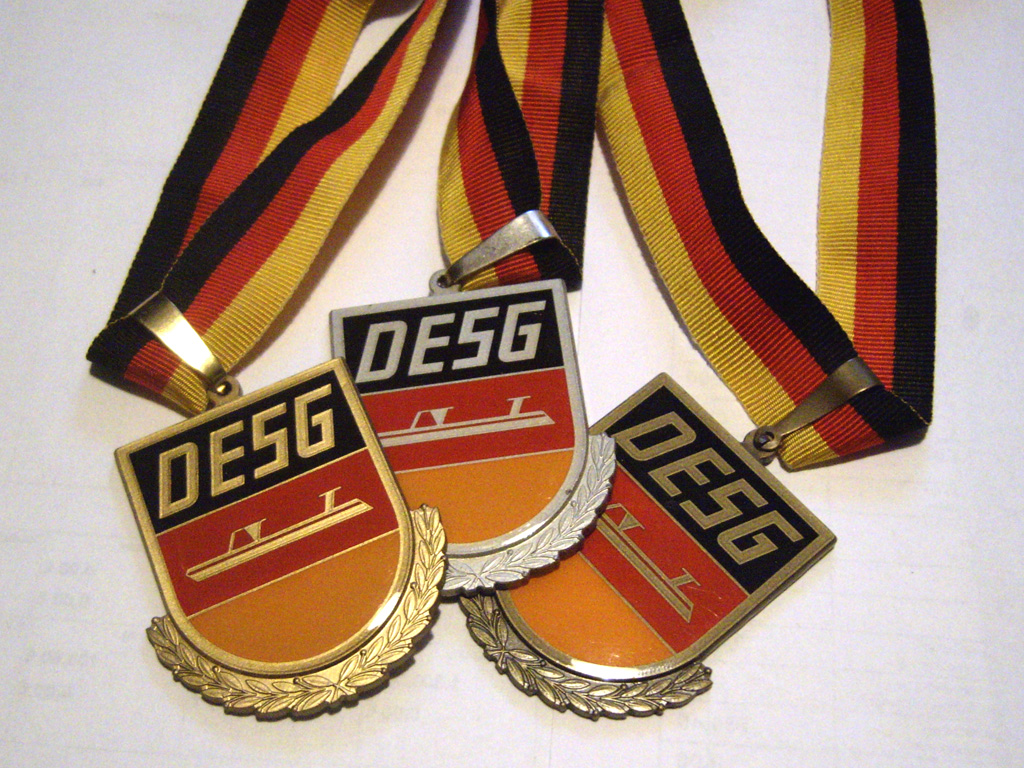
Medaillen-Satz

Die Liste der Deutschen Meister im Eisschnelllauf führt alle Sieger der Läufe um die Deutschen Meisterschaften im Eisschnelllauf auf. Veranstalter der Wettkämpfe ist aktuell die Deutsche Eisschnelllauf-Gemeinschaft (DESG). Ausrichter ist in der Regel ein an der Bahn ansässiger Verein der Mitglied eines der Landeseissportverbände und weiter der DESG ist.
Erstmals fanden 1887 inoffizielle deutsche Meisterschaften der Männer auf dem Heiligengeistfeld in Hamburg-St. Pauli statt. Der Deutsche Nationale Eislaufverband wurde erst 1888 gegründet. 1889 wurde J. H. Harms jr. erster Deutscher Meister über 3000 Meter. Die ersten Meisterschaften der Frauen fanden 1938 im Mehrkampf statt. Meisterin wurde Ruth Hiller. Inoffizielle wurden bereits 1935 Vereinsmeisterschaften der Frauen ausgetragen.
Allgemein werden die Meisterschaften örtlich und zeitlich voneinander getrennt ausgetragen. Die Trennung erfolgt nach Einzelstrecken, Sprint-Mehrkampf und Allround-Mehrkampf. Die Einzelstrecken werden vor dem Weltcup-Auftakt ausgetragen und sind die nationale Qualifikation für die internationalen Läufe. Die beiden Mehrkämpfe werden in der Bundesrepublik Deutschland zusammen ausgetragen. Seit der Saison 2012/13 werden die Mehrkämpfe auf den Sommer verlegt. Als Abschluss des sogenannten Sommereis finden nun die Meisterschaften mit gekürzten Strecken (Kleiner Sprint-Mehrkampf, Großer-/Kleiner-Dreikampf sowie dem Massenstart) statt.
Der Titelkampf um eine Strecke erfolgt nur, wenn mindestens drei Meldungen je Strecke vorliegen und mindestens zwei an den Start gehen. Wird dies nicht erreicht, wird der Lauf gestrichen oder als Bestenermittlung durchgeführt.
Die Siegerin erhält den Titel Deutsche Meisterin im Eisschnelllauf (Jahr), (Strecke/Mehrkampf).
Der Sieger erhält den Titel Deutsche Meister im Eisschnelllauf (Jahr), (Strecke/Mehrkampf).
Die Meister der laufenden Saison 2016/17
|        | 2 × 500 m        | 1000 m           | 1500 m          | 3000/5000 m       | 5000/10.000 m     | Massenstart       | Sprint-MK | Allround-MK |
| ------ | ---------------- | ---------------- | --------------- | ----------------- | ----------------- | ----------------- | --------- | ----------- |
| Frauen | Judith Dannhauer | Judith Dannhauer | Roxanne Dufter  | Claudia Pechstein | Claudia Pechstein | Claudia Pechstein | -         | -           |
| Männer | Nico Ihle        | Joel Dufter      | Patrick Beckert | Patrick Beckert   | Patrick Beckert   | Felix Maly        | -         | -           |

## Frauen

### Ab 1935
Die erste inoffizielle Meisterschaft wurde 1935 auf dem Rießersee in Garmisch-Partenkirchen, dem Wettkampfort der kommenden Olympische Winterspiele 1936, ausgetragen. 1945 wurde der DEV aufgelöst. Nachfolger war zuerst die Deutsche Eis- und Rollsport Arbeitsgemeinschaft (DERAG) und danach die Deutsche Arbeitsgemeinschaft für Eissport (DAGE).
| Jahr | Strecke     | Meisterin                 |
| ---- | ----------- | ------------------------- |
| 1935 | Allround-MK | Irmgard Sames inoffiziell |
| 1936 | Allround-MK | Ruth Hiller inoffiziell   |
| 1937 | Allround-MK | Edith Casimir inoffiziell |
| 1938 | Allround-MK | Ruth Hiller               |
| 1939 | Allround-MK | Anneliese Schorr          |

| Jahr | Strecke           | Meisterin         |
| ---- | ----------------- | ----------------- |
| 1940 | Allround-MK       | Ruth Hiller       |
| 1941 | Allround-MK       | Lucie Mertz       |
| 1942 | Allround-MK       | Lucie Mertz       |
| 1943 | Allround-MK       | Anneliese Schorr  |
| 1944 | nicht ausgetragen | nicht ausgetragen |

| Jahr | Strecke           | Meisterin         |
| ---- | ----------------- | ----------------- |
| 1945 | nicht ausgetragen | nicht ausgetragen |
| 1946 | nicht ausgetragen | nicht ausgetragen |
| 1947 | nicht ausgetragen | nicht ausgetragen |
| 1948 | nicht ausgetragen | nicht ausgetragen |
| 1949 | Allround-MK       | Lilli Balg-Bauer  |

### Ab 1950 (BRD)
1949 wurde der aufgelöste Deutsche Eissport-Verband (DEV) neu gegründet. Er war damit der Dachverband der Eisschnellläufer der BRD. Für die DDR wurde 1954 der Deutsche Eislauf-Verband (DELV) gegründet.
| 1950 | nicht ausgetragen | nicht ausgetragen   |
| 1951 | nicht ausgetragen | nicht ausgetragen   |
| 1952 | nicht ausgetragen | nicht ausgetragen   |
| 1953 | nicht ausgetragen | nicht ausgetragen   |
| 1954 | nicht ausgetragen | nicht ausgetragen   |
| 1955 | nicht ausgetragen | nicht ausgetragen   |
| 1956 | nicht ausgetragen | nicht ausgetragen   |
| 1957 | nicht ausgetragen | nicht ausgetragen   |
| 1958 | nicht ausgetragen | nicht ausgetragen   |
| 1959 | nicht ausgetragen | nicht ausgetragen   |
| 1960 | nicht ausgetragen | nicht ausgetragen   |
| 1961 | nicht ausgetragen | nicht ausgetragen   |
| 1962 | nicht ausgetragen | nicht ausgetragen   |
| 1963 | Allround-MK       | Ellen Hauss         |
| 1964 | Allround-MK       | Anneliese Richel    |
| 1965 | Allround-MK       | Hannelore Strauß    |
| 1966 | Allround-MK       | Hildegard Sellhuber |
| 1967 | Allround-MK       | Hildegard Sellhuber |
| 1968 | Allround-MK       | Eva-Maria Sappl     |
| 1969 | Allround-MK       | Paula Dufter        |
| 1970 | Sprint-MK         | Paula Dufter        |
| 1970 | Allround-MK       | Paula Dufter        |
| 1971 | Allround-MK       | Monika Pflug        |

| 1972 | Allround-MK | Monika Pflug         |
| 1973 | Allround-MK | Monika Pflug         |
| 1974 | Allround-MK | Monika Pflug         |
| 1975 | Sprint-MK   | Monika Holzner-Pflug |
| 1975 | Allround-MK | Monika Holzner-Pflug |
| 1976 | Sprint-MK   | Brigitte Flierl      |
| 1976 | Allround-MK | Monika Holzner-Pflug |
| 1977 | Sprint-MK   | Sigrid Smuda         |
| 1977 | Allround-MK | Sigrid Smuda         |
| 1978 | Sprint-MK   | Brigitte Flierl      |
| 1978 | Allround-MK | Brigitte Flierl      |
| 1979 | Sprint-MK   | Monika Holzner-Pflug |
| 1979 | Allround-MK | Sigrid Smuda         |
| 1980 | Sprint-MK   | Sigrid Smuda         |
| 1980 | Allround-MK | Sigrid Smuda         |
| 1981 | Sprint-MK   | Monika Holzner-Pflug |
| 1981 | Allround-MK | Monika Holzner-Pflug |
| 1982 | Sprint-MK   | Monika Holzner-Pflug |
| 1982 | Allround-MK | Monika Holzner-Pflug |
| 1983 | Sprint-MK   | Monika Holzner-Pflug |
| 1983 | Allround-MK | Sigrid Smuda         |
| 1984 | Sprint-MK   | Monika Holzner-Pflug |
| 1984 | Allround-MK | Sigrid Smuda         |

| 1985 | Sprint-MK   | Sigrid Smuda         |
| 1985 | Allround-MK | Angelika Haßmann     |
| 1986 | Sprint-MK   | Monika Holzner-Pflug |
| 1986 | Allround-MK | Angelika Haßmann     |
| 1987 | Sprint-MK   | Monika Gawenus-Pflug |
| 1987 | Allround-MK | Angelika Haßmann     |
| 1988 | Sprint-MK   | Claudia Maisch       |
| 1988 | Allround-MK | Anja Mischke         |
| 1989 | 500 m       | Anja Mischke         |
| 1989 | 1000 m      | Anja Mischke         |
| 1989 | 1500 m      | Petra Becker         |
| 1989 | 3000 m      | Petra Becker         |
| 1989 | 5000 m      | Petra Becker         |
| 1989 | Sprint-MK   | Anja Mischke         |
| 1989 | Allround-MK | Petra Becker         |
| 1990 | 500 m       | Stefanie Teeuwen     |
| 1990 | 1000 m      | Anja Mischke         |
| 1990 | 1500 m      | Anja Mischke         |
| 1990 | 3000 m      | Petra Becker         |
| 1990 | 5000 m      | Petra Becker         |
| 1990 | Sprint-MK   | Anja Mischke         |
| 1990 | Allround-MK | Stefanie Teeuwen     |

### Ab 1950 (DDR)
1954 wurde der Deutsche Eislauf-Verband (DELV) gegründet. Er war damit der Dachverband der Eisschnellläufer der DDR. Für die BRD wurde 1949 der aufgelöste Deutsche Eissport-Verband (DEV) neu gegründet.
| Jahr | 500 m                | 1000 m                     | 1500 m                    | 3000 m                    | 5000 m                    | Sprint-MK            | Allround-MK         |
| ---- | -------------------- | -------------------------- | ------------------------- | ------------------------- | ------------------------- | -------------------- | ------------------- |
| 1950 | nicht ausgetragen    | nicht ausgetragen          | nicht ausgetragen         | nicht ausgetragen         | nicht ausgetragen         | nicht ausgetragen    | nicht ausgetragen   |
| 1951 | nicht ausgetragen    | nicht ausgetragen          | nicht ausgetragen         | nicht ausgetragen         | nicht ausgetragen         | nicht ausgetragen    | nicht ausgetragen   |
| 1952 | nicht ausgetragen    | nicht ausgetragen          | nicht ausgetragen         | nicht ausgetragen         | nicht ausgetragen         | nicht ausgetragen    | nicht ausgetragen   |
| 1953 | –                    | –                          | –                         | –                         | –                         | –                    | Margit Grobe        |
| 1954 | –                    | –                          | –                         | –                         | –                         | –                    | Margit Grobe        |
| 1955 | –                    | –                          | –                         | –                         | –                         | –                    | Margit Grobe        |
| 1956 | nicht ausgetragen    | nicht ausgetragen          | nicht ausgetragen         | nicht ausgetragen         | nicht ausgetragen         | nicht ausgetragen    | nicht ausgetragen   |
| 1957 | –                    | –                          | –                         | –                         | –                         | –                    | Helga Haase         |
| 1958 | –                    | –                          | –                         | –                         | –                         | –                    | Helga Haase         |
| 1959 | nicht ausgetragen    | nicht ausgetragen          | nicht ausgetragen         | nicht ausgetragen         | nicht ausgetragen         | nicht ausgetragen    | nicht ausgetragen   |
| 1960 | –                    | –                          | –                         | –                         | –                         | –                    | Helga Haase         |
| 1961 | –                    | –                          | –                         | –                         | –                         | –                    | Helga Haase         |
| 1962 | nicht ausgetragen    | nicht ausgetragen          | nicht ausgetragen         | nicht ausgetragen         | nicht ausgetragen         | nicht ausgetragen    | nicht ausgetragen   |
| 1963 | Helga Haase          | Helga Haase                | Helga Haase               | Erika Heinicke            | –                         | –                    | Helga Haase         |
| 1964 | Helga Haase          | Margot Bräuer              | Helga Haase               | Inge Lieckfeldt           | –                         | –                    | Inge Lieckfeldt     |
| 1965 | Helga Haase          | Helga Haase                | Helga Haase               | Helga Haase               | –                         | –                    | Helga Haase         |
| 1966 | Herlind Hürdler      | Helga Haase                | Helga Haase               | Inge Lieckfeldt           | –                         | –                    | Helga Haase         |
| 1967 | Helga Haase          | Helga Haase                | Helga Haase               | Helga Haase               | –                         | –                    | Helga Haase         |
| 1968 | Ruth Schleiermacher  | Ruth Schleiermacher        | Ruth Schleiermacher       | Inge Lieckfeldt           | –                         | –                    | Ruth Schleiermacher |
| 1969 | Ruth Schleiermacher  | Ruth Schleiermacher        | Ruth Schleiermacher       | Anke Schmidt              | –                         | –                    | Ruth Schleiermacher |
| 1970 | Ruth Schleiermacher  | Ruth Schleiermacher        | Ruth Schleiermacher       | Anke Schmidt              | –                         | –                    | Ruth Schleiermacher |
| 1971 | Ruth Schleiermacher  | Ruth Schleiermacher        | Ruth Schleiermacher       | Ruth Schleiermacher       | –                         | –                    | –                   |
| 1972 | Ruth Budzisch        | Ruth Budzisch              | Rosemarie Taupadel        | Rosemarie Taupadel        | –                         | –                    | –                   |
| 1973 | –                    | –                          | –                         | –                         | –                         | Karin Kessow         | Ute Dix             |
| 1974 | –                    | –                          | –                         | –                         | –                         | Monika Zernicek      | Birgit Männel       |
| 1975 | –                    | –                          | –                         | –                         | –                         | Heike Lange          | Heike Lange         |
| 1976 | Heike Lange          | Ute Dix                    | Ines Bautzmann            | Ines Bautzmann            | –                         | –                    | –                   |
| 1977 | –                    | –                          | –                         | –                         | –                         | Andrea Mitscherlich  | Andrea Mitscherlich |
| 1978 | –                    | –                          | –                         | –                         | –                         | Cornelia Jacob       | Marion Dittmann     |
| 1979 | Sylvia Albrecht      | Sylvia Albrecht            | Sylvia Albrecht           | Andrea Mitscherlich       | –                         | Sylvia Albrecht      | –                   |
| 1980 | Christa Rothenburger | Karin Enke                 | Sabine Becker             | Sabine Becker             | –                         | –                    | –                   |
| 1981 | –                    | –                          | –                         | –                         | –                         | Christa Rothenburger | Birgit Czak         |
| 1982 | –                    | –                          | –                         | –                         | –                         | Christa Rothenburger | Karin Busch         |
| 1983 | Karin Enke           | Karin Enke                 | Karin Enke                | Karin Enke                | Karin Enke                | Christa Rothenburger | Karin Enke          |
| 1984 | Karin Enke           | Karin Enke                 | Karin Enke                | Sabine Brehm              | –                         | Karin Enke           | –                   |
| 1985 | Christa Rothenburger | Andrea Schöne-Mitscherlich | Gabi Schönbrunn           | Heike Schalling           | Heike Schalling           | –                    | –                   |
| 1986 | Christa Rothenburger | Karin Kania-Enke           | Andrea Ehrig-Mitscherlich | Andrea Ehrig-Mitscherlich | Andrea Ehrig-Mitscherlich | Karin Kania-Enke     | Constanze Scandolo  |
| 1987 | Karin Kania-Enke     | Andrea Ehrig-Mitscherlich  | Andrea Ehrig-Mitscherlich | Andrea Ehrig-Mitscherlich | Andrea Ehrig-Mitscherlich | –                    | –                   |
| 1988 | Christa Rothenburger | Karin Kania-Enke           | Karin Kania-Enke          | Gunda Kleemann            | Gunda Kleemann            | –                    | –                   |
| 1989 | Christa Luding       | Angela Hauck               | Gunda Kleemann            | Gunda Kleemann            | Gunda Kleemann            | –                    | Gunda Kleemann      |
| 1990 | Angela Hauck         | Angela Hauck               | Gunda Kleemann            | Gunda Kleemann            | Gunda Kleemann            | Angela Hauck         | –                   |

### Seit 1991
1991 löste sich der Deutsche Eislauf-Verband (DELV) bzw. ging in den Deutschen Eissport-Verband (DEV) ein. Seit 1991 gibt es somit wieder gemeinsame Deutsche Meisterschaften. Die Dominanz der Athleten der ehemaligen DDR war groß. Es dauerte sechs Jahre bis eine junge Anni Friesinger diese „Mauer“ durchbrechen konnte.
| Jahr | 100 m                                                                                      | 500 m                     | 1000 m                    | 1500 m                   | 3000 m                   | 5000 m                   | Massenstart       | Sprint-MK                 | Allround-MK              |
| ---- | ------------------------------------------------------------------------------------------ | ------------------------- | ------------------------- | ------------------------ | ------------------------ | ------------------------ | ----------------- | ------------------------- | ------------------------ |
| 1991 | −                                                                                          | Christa Luding            | Christa Luding            | Gunda Kleemann           | Heike Warnicke           | Gunda Kleemann           | −                 | Monique Garbrecht         | Heike Warnicke           |
| 1992 | –                                                                                          | Monique Garbrecht         | Monique Garbrecht         | Heike Warnicke           | Heike Warnicke           | Gunda Kleemann           | −                 | Christa Luding            | –                        |
| 1993 | Sabine Völker                                                                              | Sabine Völker             | –                         | Gunda Niemann            | –                        | –                        | −                 | Anke Baier                | Heike Warnicke           |
| 1993 | 300 m: Sabine Völker Mix-Staffel: Heike Warnicke (mit Gordon Reyes-Loredo, Timo Jankowski) |                           |                           |                          |                          |                          |                   |                           |                          |
| 1994 | –                                                                                          | Monique Garbrecht         | Monique Garbrecht         | Gunda Niemann            | Gunda Niemann            | Stefanie Teeuwen         | −                 | Angela Hauck              | Ulrike Adeberg           |
| Jahr | 100 m                                                                                      | 2 × 500 m                 | 1000 m                    | 1500 m                   | 3000 m                   | 5000 m                   | Massenstart       | Sprint-MK                 | Allround-MK              |
| 1995 | –                                                                                          | Monique Garbrecht         | Gunda Niemann             | Gunda Niemann            | Gunda Niemann            | Stefanie Teeuwen         | −                 | Franziska Schenk          | Gunda Niemann            |
| 1996 | –                                                                                          | Franziska Schenk          | Gunda Niemann             | Gunda Niemann            | Gunda Niemann            | Gunda Niemann            | −                 | Sabine Völker             | Claudia Pechstein        |
| 1997 | –                                                                                          | Franziska Schenk          | Franziska Schenk          | Gunda Niemann            | Gunda Niemann            | Anni Friesinger          | −                 | Sabine Völker             | Gunda Niemann            |
| 1998 | –                                                                                          | Sabine Völker             | Franziska Schenk          | Gunda Niemann-Stirnemann | Gunda Niemann-Stirnemann | Martina Krüger           | −                 | Anke Baier-Loef           | Anni Friesinger          |
| 1999 | –                                                                                          | Monique Garbrecht         | Monique Garbrecht         | Gunda Niemann-Stirnemann | Gunda Niemann-Stirnemann | Claudia Irrgang          | −                 | Monique Garbrecht         | Ulrike Adeberg           |
| 2000 | –                                                                                          | Sabine Völker             | Monique Garbrecht         | Gunda Niemann-Stirnemann | Gunda Niemann-Stirnemann | Claudia Irrgang          | −                 | Sabine Völker             | Claudia Pechstein        |
| 2001 | –                                                                                          | Monique Garbrecht-Enfeldt | Anni Friesinger           | Anni Friesinger          | Gunda Niemann-Stirnemann | Claudia Irrgang          | −                 | Monique Garbrecht-Enfeldt | Gunda Niemann-Stirnemann |
| 2002 | –                                                                                          | Sabine Völker             | Sabine Völker             | Anni Friesinger          | Claudia Pechstein        | Daniela Anschütz         | −                 | Marion Wohlrab            | Claudia Pechstein        |
| 2003 | Jenny Wolf                                                                                 | Pamela Zoellner           | Pamela Zoellner           | Claudia Pechstein        | Claudia Pechstein        | Daniela Anschütz         | −                 | Monique Garbrecht-Enfeldt | Anni Friesinger          |
| 2004 | Jenny Wolf                                                                                 | Anni Friesinger           | Anni Friesinger           | Anni Friesinger          | Claudia Pechstein        | Gunda Niemann-Stirnemann | −                 | Anni Friesinger           | Claudia Pechstein        |
| 2005 | Jenny Wolf                                                                                 | Monique Garbrecht-Enfeldt | Monique Garbrecht-Enfeldt | Anni Friesinger          | Claudia Pechstein        | Daniela Anschütz         | −                 | Sabine Völker             | Anni Friesinger          |
| 2006 | Jenny Wolf                                                                                 | Jenny Wolf                | Anni Friesinger           | Claudia Pechstein        | Daniela Anschütz-Thoms   | Claudia Irrgang          | −                 | Judith Hesse              | Claudia Pechstein        |
| 2007 | Jenny Wolf                                                                                 | Anni Friesinger           | Anni Friesinger           | Anni Friesinger          | Stephanie Beckert        | Stephanie Beckert        | −                 | Jenny Wolf                | Anni Friesinger          |
| 2008 | Denise Roth                                                                                | Jenny Wolf                | Daniela Anschütz-Thoms    | Daniela Anschütz-Thoms   | Daniela Anschütz-Thoms   | Stephanie Beckert        | −                 | Jenny Wolf                | Katrin Mattscherodt      |
| 2009 | Denise Roth                                                                                | Jenny Wolf                | Daniela Anschütz-Thoms    | Daniela Anschütz-Thoms   | Claudia Pechstein        | Stephanie Beckert        | −                 | Anni Friesinger           | Claudia Pechstein        |
| 2010 | –                                                                                          | Jenny Wolf                | Monique Angermüller       | Daniela Anschütz-Thoms   | Katrin Mattscherodt      | –                        | −                 | –                         | –                        |
| 2011 | –                                                                                          | Jenny Wolf                | Monique Angermüller       | Monique Angermüller      | Stephanie Beckert        | Stephanie Beckert        | −                 | Denise Roth               | –                        |
| 2012 | –                                                                                          | Jenny Wolf                | Monique Angermüller       | Monique Angermüller      | Claudia Pechstein        | Claudia Pechstein        | −                 | Monique Angermüller       | Katrin Mattscherodt      |
| 2013 | –                                                                                          | Jenny Wolf                | Monique Angermüller       | Monique Angermüller      | Stephanie Beckert        | –                        | −                 | Jenny Wolf                | Claudia Pechstein        |
| 2014 | –                                                                                          | Judith Hesse              | Judith Hesse              | Monique Angermüller      | Claudia Pechstein        | Claudia Pechstein        | −                 | Jenny Wolf                | Claudia Pechstein        |
| 2015 | –                                                                                          | Judith Hesse              | Judith Hesse              | Claudia Pechstein        | Claudia Pechstein        | Claudia Pechstein        | Claudia Pechstein | Judith Hesse              | Claudia Pechstein        |
| 2016 | –                                                                                          | Denise Roth               | Gabriele Hirschbichler    | Gabriele Hirschbichler   | Claudia Pechstein        | Claudia Pechstein        | Claudia Pechstein | Denise Roth               | Claudia Pechstein        |
| 2017 | –                                                                                          | Judith Dannhauer          | Judith Dannhauer          | Roxanne Dufter           | Claudia Pechstein        | Claudia Pechstein        | Claudia Pechstein | -                         | -                        |

## Männer

### Ab 1887
Die erste inoffizielle Meisterschaft wurde 1887 auf dem Heiligengeistfeld in Hamburg-St. Pauli ausgetragen. Nach der Gründung des Deutschen Nationalen Eislaufverbands wurde sie dann auch offiziell. 1897 wurde der Verband in Deutscher Eissport-Verband (DEV) umbenannt.
1945 wurde der DEV aufgelöst. Nachfolger war zuerst die Deutsche Eis- und Rollsport Arbeitsgemeinschaft (DERAG) und danach die Deutsche Arbeitsgemeinschaft für Eissport (DAGE).
| Jahr | Strecke                     | Meister                     |
| ---- | --------------------------- | --------------------------- |
| 1887 | 1500 m                      | J. H. Harms jr. inoffiziell |
| 1887 | 3000 m                      | J. H. Harms jr. inoffiziell |
| 1887 | 3000 m – Deutsche Amateure  | J. H. Harms jr. inoffiziell |
| 1887 | 3000 m – Hamburg und Altona | J. H. Harms jr. inoffiziell |
| 1888 | 3000 m                      | J. H. Harms jr. inoffiziell |
| 1889 | 3000 m                      | J. H. Harms jr.             |
| 1890 | nicht ausgetragen           | nicht ausgetragen           |
| 1891 | 3000 m                      | Emil Schou (DNK)            |
| 1892 | 3000 m                      | Franz Schilling (AUT)       |
| 1893 | 1500 m                      | Franz Schilling (AUT)       |
| 1894 | 1500 m                      | Heinrich Ehrhorn            |
| 1895 | 1500 m                      | Julius Seyler               |
| 1896 | 1500 m                      | Wilhelm Sensburg            |
| 1897 | 1500 m                      | Wilhelm Sensburg            |
| 1898 | nicht ausgetragen           | nicht ausgetragen           |
| 1899 | nicht ausgetragen           | nicht ausgetragen           |
| 1900 | 1500 m                      | James Braun                 |
| 1901 | Allround-MK                 | Alfred Lauenburg            |
| 1902 | Allround-MK                 | Alfred Lauenburg            |
| 1903 | Allround-MK                 | Alfred Lauenburg            |
| 1904 | Allround-MK                 | Alfred Lauenburg            |

| Jahr | Strecke           | Meister             |
| ---- | ----------------- | ------------------- |
| 1905 | nicht ausgetragen | nicht ausgetragen   |
| 1906 | Allround-MK       | Julius Seyler       |
| 1907 | Allround-MK       | Alfred Lauenburg    |
| 1908 | nicht ausgetragen | nicht ausgetragen   |
| 1909 | Allround-MK       | Alfred Lauenburg    |
| 1910 | Allround-MK       | Alfred Lauenburg    |
| 1911 | nicht ausgetragen | nicht ausgetragen   |
| 1912 | Allround-MK       | Erich Mercker       |
| 1913 | Allround-MK       | Henri Kretzer       |
| 1914 | Allround-MK       | Bruno Zilly         |
| 1915 | nicht ausgetragen | nicht ausgetragen   |
| 1916 | nicht ausgetragen | nicht ausgetragen   |
| 1917 | nicht ausgetragen | nicht ausgetragen   |
| 1918 | nicht ausgetragen | nicht ausgetragen   |
| 1919 | nicht ausgetragen | nicht ausgetragen   |
| 1920 | nicht ausgetragen | nicht ausgetragen   |
| 1921 | Allround-MK       | Karl Neustifter     |
| 1922 | Allround-MK       | Walter Ernst Müller |
| 1923 | Allround-MK       | Walter Ernst Müller |
| 1924 | Allround-MK       | Walter Ernst Müller |
| 1925 | Allround-MK       | Arthur Vollstedt    |
| 1926 | Allround-MK       | Hans Picker         |
| 1927 | Allround-MK       | Erhard Mayke        |

| Jahr | Strecke           | Meister            |
| ---- | ----------------- | ------------------ |
| 1928 | Allround-MK       | Arthur Vollstedt   |
| 1929 | Allround-MK       | Arthur Vollstedt   |
| 1930 | Allround-MK       | Arthur Vollstedt   |
| 1931 | Allround-MK       | David Barwa        |
| 1932 | Allround-MK       | David Barwa        |
| 1933 | Allround-MK       | Willy Sandner      |
| 1934 | Allround-MK       | Willy Sandner      |
| 1935 | Allround-MK       | Willy Sandner      |
| 1936 | Allround-MK       | Willy Sandner      |
| 1937 | Allround-MK       | Willy Sandner      |
| 1938 | Allround-MK       | Willy Sandner      |
| 1939 | Allround-MK       | Karl Wazulek (AUT) |
| 1940 | Allround-MK       | Karl Wazulek (AUT) |
| 1941 | Allround-MK       | Karl Wazulek (AUT) |
| 1942 | Allround-MK       | Franz Bieser       |
| 1943 | Allround-MK       | Werner Egerland    |
| 1944 | nicht ausgetragen | nicht ausgetragen  |
| 1945 | nicht ausgetragen | nicht ausgetragen  |
| 1946 | nicht ausgetragen | nicht ausgetragen  |
| 1947 | Allround-MK       | Werner Egerland    |
| 1948 | nicht ausgetragen | nicht ausgetragen  |
| 1949 | Allround-MK       | Bernd Geuer        |

### Ab 1950 (BRD)
1949 wurde der aufgelöste Deutsche Eissport-Verband (DEV) neu gegründet. Er war damit der Dachverband der Eisschnellläufer der BRD. Für die DDR wurde 1954 der Deutsche Eislauf-Verband (DELV) gegründet.
| 1950 | Allround-MK       | Bernd Geuer        |
| 1951 | Allround-MK       | Theo Meding        |
| 1952 | Allround-MK       | Theo Meding        |
| 1953 | Allround-MK       | Theo Meding        |
| 1954 | Allround-MK       | Theo Meding        |
| 1955 | Allround-MK       | Ernst Räpple       |
| 1956 | Allround-MK       | Hans Keller        |
| 1957 | nicht ausgetragen | nicht ausgetragen  |
| 1958 | nicht ausgetragen | nicht ausgetragen  |
| 1959 | Allround-MK       | Josef Biebl        |
| 1960 | Allround-MK       | Josef Biebl        |
| 1961 | Allround-MK       | Günther Traub      |
| 1962 | Allround-MK       | Günther Traub      |
| 1963 | Allround-MK       | Günther Traub      |
| 1964 | Allround-MK       | Gerhard Zimmermann |
| 1965 | Allround-MK       | Gerhard Zimmermann |
| 1966 | Allround-MK       | Gerhard Zimmermann |
| 1967 | Allround-MK       | Gerhard Zimmermann |
| 1968 | Allround-MK       | Günther Traub      |
| 1969 | Allround-MK       | Gerhard Zimmermann |
| 1970 | Sprint-MK         | Erhard Keller      |
| 1970 | Allround-MK       | Gerhard Zimmermann |
| 1971 | Sprint-MK         | Erhard Keller      |
| 1971 | Allround-MK       | Gerhard Zimmermann |

| 1972 | Sprint-MK   | Erhard Keller      |
| 1972 | Allround-MK | Gerhard Zimmermann |
| 1973 | Sprint-MK   | Horst Freese       |
| 1973 | Allround-MK | Helmut Kraus       |
| 1974 | Sprint-MK   | Horst Freese       |
| 1974 | Allround-MK | Helmut Kraus       |
| 1975 | Sprint-MK   | Horst Freese       |
| 1975 | Allround-MK | Horst Freese       |
| 1976 | Sprint-MK   | Horst Freese       |
| 1976 | Allround-MK | Markus Eicher      |
| 1977 | Sprint-MK   | Erhard Keller      |
| 1977 | Allround-MK | Markus Eicher      |
| 1978 | Sprint-MK   | Stefan Panzer      |
| 1978 | Allround-MK | Günter Schumacher  |
| 1979 | Sprint-MK   | Stefan Panzer      |
| 1979 | Allround-MK | Fritz Gawenus      |
| 1980 | Sprint-MK   | Fritz Gawenus      |
| 1980 | Allround-MK | Fritz Gawenus      |
| 1981 | Sprint-MK   | Paul Ederer        |
| 1981 | Allround-MK | Fritz Gawenus      |
| 1982 | Sprint-MK   | Stefan Panzer      |
| 1982 | Allround-MK | Wolfgang Scharf    |
| 1983 | Sprint-MK   | Stefan Panzer      |
| 1983 | Allround-MK | Wolfgang Scharf    |

| 1984 | Sprint-MK   | Fritz Gawenus        |
| 1984 | Allround-MK | Andreas Lemcke       |
| 1985 | Sprint-MK   | Uwe Streb            |
| 1985 | Allround-MK | Hansjörg Baltes      |
| 1986 | Sprint-MK   | Uwe Streb            |
| 1986 | Allround-MK | Andreas Lemcke       |
| 1987 | Sprint-MK   | Uwe Streb            |
| 1987 | Allround-MK | Hansjörg Baltes      |
| 1988 | Sprint-MK   | Hans-Peter Oberhuber |
| 1988 | Allround-MK | Hansjörg Baltes      |
| 1989 | 500 m       | Uwe Streb            |
| 1989 | 1000 m      | Uwe Streb            |
| 1989 | 1500 m      | Markus Tröger        |
| 1989 | 5000 m      | Rudolf Jeklic        |
| 1989 | 10.000 m    | Rudolf Jeklic        |
| 1989 | Sprint-MK   | Uwe Streb            |
| 1989 | Allround-MK | Rudolf Jeklic        |
| 1990 | 500 m       | Uwe Streb            |
| 1990 | 1000 m      | Uwe Streb            |
| 1990 | 1500 m      | Markus Tröger        |
| 1990 | 5000 m      | Markus Tröger        |
| 1990 | 10.000 m    | Rudolf Jeklic        |
| 1990 | Sprint-MK   | Uwe Streb            |
| 1990 | Allround-MK | Markus Tröger        |

### Ab 1950 (DDR)
1954 wurde der Deutsche Eislauf-Verband (DELV) gegründet. Er war damit der Dachverband der Eisschnellläufer der DDR. Für die BRD wurde 1949 der aufgelöste Deutsche Eissport-Verband (DEV) neu gegründet.
| Jahr | Strecke           | Meister           |
| ---- | ----------------- | ----------------- |
| 1950 | nicht ausgetragen | nicht ausgetragen |
| 1951 | nicht ausgetragen | nicht ausgetragen |
| 1952 | nicht ausgetragen | nicht ausgetragen |
| 1953 | Allround-MK       | Günter Samp       |
| 1954 | Allround-MK       | Helmut Kuhnert    |
| 1955 | Allround-MK       | Helmut Kuhnert    |
| 1956 | nicht ausgetragen | nicht ausgetragen |
| 1957 | Allround-MK       | Helmut Kuhnert    |
| 1958 | Allround-MK       | Helmut Kuhnert    |
| 1959 | nicht ausgetragen | nicht ausgetragen |
| 1960 | Allround-MK       | Helmut Kuhnert    |
| 1961 | nicht ausgetragen | nicht ausgetragen |
| 1962 | nicht ausgetragen | nicht ausgetragen |
| 1963 | 500 m             | Günter Tilch      |
| 1963 | 1500 m            | Helmut Kuhnert    |
| 1963 | 5000 m            | Helmut Kuhnert    |
| 1963 | 10.000 m          | Helmut Kuhnert    |
| 1963 | Allround-MK       | Helmut Kuhnert    |
| 1964 | 500 m             | Helmut Kuhnert    |
| 1964 | 1500 m            | Jürgen Schmidt    |
| 1964 | 5000 m            | Jürgen Schmidt    |
| 1964 | 10.000 m          | Jürgen Schmidt    |
| 1964 | Allround-MK       | Jürgen Schmidt    |
| 1965 | 500 m             | Helmut Kuhnert    |
| 1965 | 1500 m            | Helmut Kuhnert    |
| 1965 | 5000 m            | Helmut Kuhnert    |
| 1965 | 10.000 m          | Helmut Kuhnert    |
| 1965 | Allround-MK       | Helmut Kuhnert    |
| 1966 | 500 m             | Horst Freese      |
| 1966 | 1500 m            | Horst Freese      |
| 1966 | 5000 m            | Herbert Braun     |
| 1966 | 10.000 m          | Herbert Braun     |
| 1966 | Allround-MK       | Horst Freese      |
| 1967 | 500 m             | Horst Freese      |
| 1967 | 1500 m            | Horst Freese      |
| 1967 | 5000 m            | Bernd Prusowski   |
| 1967 | 10.000 m          | Bernd Prusowski   |
| 1967 | Allround-MK       | Horst Freese      |
| 1968 | 500 m             | Horst Freese      |
| 1968 | 1500 m            | Gerd Bonke        |
| 1968 | 5000 m            | Bernd Prusowski   |
| 1968 | 10.000 m          | Bernd Prusowski   |
| 1968 | Allround-MK       | Gerd Bonke        |
| 1969 | 500 m             | Rainer Klehr      |
| 1969 | 1500 m            | Rainer Klehr      |
| 1969 | 5000 m            | Rainer Klehr      |
| 1969 | 10.000 m          | Rainer Klehr      |
| 1969 | Allround-MK       | Gerd Bonke        |
| 1970 | 500 m             | Michael Brychcy   |
| 1970 | 1500 m            | Klaus Wunderlich  |
| 1970 | 5000 m            | Gerd Bonke        |
| 1970 | 10.000 m          | Gerd Bonke        |
| 1970 | Allround-MK       | Gerd Bonke        |

| Jahr | Strecke     | Meister          |
| ---- | ----------- | ---------------- |
| 1971 | 500 m       | Horst Meinhardt  |
| 1971 | 1500 m      | Karl-Heinz Drbal |
| 1971 | 5000 m      | Gerd Bonke       |
| 1971 | 10.000 m    | Gerd Bonke       |
| 1972 | 500 m       | Michael Brychcy  |
| 1972 | 1500 m      | Klaus Wunderlich |
| 1972 | 3000 m      | Manfred Winter   |
| 1972 | 5000 m      | Gerd Bonke       |
| 1972 | 10.000 m    | Peter Felski     |
| 1973 | Sprint-MK   | Klaus Knauer     |
| 1973 | Allround-MK | Klaus Wunderlich |
| 1974 | Sprint-MK   | Klaus Knauer     |
| 1974 | Allround-MK | Manfred Winter   |
| 1975 | Sprint-MK   | Harald Oehme     |
| 1975 | Allround-MK | Harald Oehme     |
| 1976 | 500 m       | Harald Oehme     |
| 1976 | 1000 m      | Harald Oehme     |
| 1976 | 1500 m      | Klaus Wunderlich |
| 1976 | 5000 m      | Klaus Wunderlich |
| 1976 | 10.000 m    | Manfred Winter   |
| 1977 | Sprint-MK   | Uwe Sauerteig    |
| 1977 | Allround-MK | Klaus Wunderlich |
| 1978 | Sprint-MK   | Roland Vetter    |
| 1978 | Allround-MK | Andreas Dietel   |
| 1979 | 500 m       | Andreas Ehrig    |
| 1979 | 1000 m      | Ulf Mademann     |
| 1979 | 1500 m      | Andreas Ehrig    |
| 1979 | 5000 m      | Uwe Sauerteig    |
| 1979 | 10.000 m    | Andreas Ehrig    |
| 1979 | Sprint-MK   | Roland Vetter    |
| 1980 | 500 m       | Steffen Doering  |
| 1980 | 1000 m      | Andreas Dietel   |
| 1980 | 1500 m      | Andreas Dietel   |
| 1980 | 5000 m      | Jürgen Warnicke  |
| 1980 | 10.000 m    | Andreas Ehrig    |
| 1981 | Sprint-MK   | Jörg Mademann    |
| 1981 | Allround-MK | Andreas Ehrig    |
| 1982 | Sprint-MK   | Steffen Doering  |
| 1982 | Allround-MK | Andreas Ehrig    |
| 1983 | 500 m       | Andreas Dietel   |
| 1983 | 1000 m      | Andreas Dietel   |
| 1983 | 1500 m      | André Hoffmann   |
| 1983 | 5000 m      | René Schöfisch   |
| 1983 | 10.000 m    | René Schöfisch   |
| 1983 | Sprint-MK   | Roland Vetter    |
| 1983 | Allround-MK | Andreas Dietel   |

| Jahr | Strecke     | Meister           |
| ---- | ----------- | ----------------- |
| 1984 | 500 m       | Uwe-Jens Mey      |
| 1984 | 1000 m      | André Hoffmann    |
| 1984 | 1500 m      | André Hoffmann    |
| 1984 | 5000 m      | Andreas Ehrig     |
| 1984 | 10.000 m    | René Schöfisch    |
| 1984 | Sprint-MK   | Andreas Dietel    |
| 1985 | 500 m       | Rene Goschnik     |
| 1985 | 1000 m      | André Hoffmann    |
| 1985 | 1500 m      | André Hoffmann    |
| 1985 | 5000 m      | Uwe Sauerteig     |
| 1985 | 10.000 m    | Steffen Meißner   |
| 1986 | 500 m       | André Hoffmann    |
| 1986 | 1000 m      | André Hoffmann    |
| 1986 | 1500 m      | Uwe Sauerteig     |
| 1986 | 5000 m      | Uwe Sauerteig     |
| 1986 | 10.000 m    | René Schöfisch    |
| 1986 | Sprint-MK   | Uwe-Jens Mey      |
| 1986 | Allround-MK | Roland Freier     |
| 1987 | 500 m       | Uwe-Jens Mey      |
| 1987 | 1000 m      | André Hoffmann    |
| 1987 | 1500 m      | Peter Adeberg     |
| 1987 | 5000 m      | Jörg Lange        |
| 1987 | 10.000 m    | Roland Freier     |
| 1988 | 500 m       | René van Bernum   |
| 1988 | 1000 m      | André Hoffmann    |
| 1988 | 1500 m      | Peter Adeberg     |
| 1988 | 5000 m      | Roland Freier     |
| 1988 | 10.000 m    | Roland Freier     |
| 1989 | 500 m       | Uwe-Jens Mey      |
| 1989 | 1000 m      | Uwe-Jens Mey      |
| 1989 | 1500 m      | Peter Adeberg     |
| 1989 | 5000 m      | Michael Spielmann |
| 1989 | 10.000 m    | Michael Spielmann |
| 1989 | Allround-MK | Peter Adeberg     |
| 1990 | 500 m       | Uwe-Jens Mey      |
| 1990 | 1000 m      | Olaf Zinke        |
| 1990 | 1500 m      | Peter Adeberg     |
| 1990 | 5000 m      | Uwe Tonat         |
| 1990 | 10.000 m    | Michael Spielmann |
| 1990 | Sprint-MK   | Olaf Zinke        |
| 1990 | Allround-MK | Jörg Lange        |

### Seit 1991
1991 löste sich der Deutsche Eislauf-Verband (DELV) auf bzw. ging in den Deutschen Eissport-Verband (DEV) ein. Seit 1991 gibt es somit wieder gemeinsame Deutsche Meisterschaften. Die Dominanz der Athleten der ehemaligen DDR war groß. Wobei es den westdeutschen Männern, im Gegensatz zu den Frauen, leichter viel diese „Mauer“ zu durchbrechen.
| Jahr | 100 m                                                                                       | 500 m               | 1000 m            | 1500 m            | 5000 m               | 10.000 m             | Massenstart         | Sprint-MK        | Allround-MK        |
| ---- | ------------------------------------------------------------------------------------------- | ------------------- | ----------------- | ----------------- | -------------------- | -------------------- | ------------------- | ---------------- | ------------------ |
| 1991 | –                                                                                           | Peter Adeberg       | Peter Adeberg     | Peter Adeberg     | Rudolf Jeklic        | Rudolf Jeklic        | –                   | Uwe-Jens Mey     | Markus Tröger      |
| 1992 | –                                                                                           | Uwe-Jens Mey        | Olaf Zinke        | Peter Adeberg     | Frank Dittrich       | Frank Dittrich       | –                   | Jörg Wichmann    | Peter Adeberg      |
| 1993 | Timo Jankowski                                                                              | Gordon Reyes-Loredo | –                 | Cor Jan Smulders  | Alexander Baumgärtel | –                    | Gordon Reyes-Loredo | Jörg Wichmann    | Markus Tröger      |
| 1993 | 300 m: Timo Jankowski Mix-Staffel: Gordon Reyes-Loredo, Timo Jankowski (mit Heike Warnicke) |                     |                   |                   |                      |                      |                     |                  |                    |
| 1994 | –                                                                                           | Gordon Reyes-Loredo | Peter Adeberg     | Thomas Kumm       | Markus Tröger        | Alexander Baumgärtel | –                   | Lars Funke       | Thomas Kumm        |
| Jahr | 100 m                                                                                       | 2 × 500 m           | 1000 m            | 1500 m            | 5000 m               | 10.000 m             | Massenstart         | Sprint-MK        | Allround-MK        |
| 1995 | –                                                                                           | Matthias Pfeiffer   | Jörg Wichmann     | Michael Spielmann | René Taubenrauch     | René Taubenrauch     | –                   | Jörg Wichmann    | Uwe Tonat          |
| 1996 | –                                                                                           | Michael Künzel      | Michael Spielmann | Michael Spielmann | Frank Dittrich       | Frank Dittrich       | –                   | Michael Künzel   | Christian Breuer   |
| 1997 | –                                                                                           | Matthias Pfeiffer   | Peter Adeberg     | Christian Breuer  | Frank Dittrich       | Alexander Baumgärtel | –                   | Michael Künzel   | Uwe Tonat          |
| 1998 | –                                                                                           | Andreas Behr        | Michael Spielmann | Peter Adeberg     | René Taubenrauch     | Olaf Kotva           | –                   | Christian Breuer | Uwe Tonat          |
| 1999 | –                                                                                           | Michael Künzel      | Christian Breuer  | Oliver Arlt       | Olaf Kotva           | Frank Dittrich       | –                   | Michael Künzel   | Christian Breuer   |
| 2000 | –                                                                                           | Michael Künzel      | Michael Künzel    | Christian Breuer  | René Taubenrauch     | Alexander Baumgärtel | –                   | Michael Künzel   | Frank Dittrich     |
| 2001 | –                                                                                           | Michael Künzel      | Christian Breuer  | Christian Breuer  | Frank Dittrich       | Frank Dittrich       | –                   | Michael Künzel   | Christian Breuer   |
| 2002 | –                                                                                           | Andreas Behr        | Christian Breuer  | Christian Breuer  | Alexander Baumgärtel | Frank Dittrich       | –                   | Andreas Behr     | Jan Friesinger     |
| 2003 | Andreas Behr                                                                                | Jörg Dallmann       | Michael Künzel    | Jan Friesinger    | Jens Boden           | Knut Morgenstern     | –                   | Christian Breuer | Stefan Heythausen  |
| 2004 | Jan Waterstradt                                                                             | Dino Gillarduzzi    | Dino Gillarduzzi  | Jan Friesinger    | Frank Dittrich       | Frank Dittrich       | –                   | Dino Gillarduzzi | Jan Friesinger     |
| 2005 | Jan Waterstradt                                                                             | Dino Gillarduzzi    | Jan Friesinger    | Jörg Dallmann     | Marco Weber          | Knut Morgenstern     | –                   | Christian Breuer | Marco Weber        |
| 2006 | Jan Waterstradt                                                                             | Dino Gillarduzzi    | Christian Breuer  | Christian Breuer  | Marco Weber          | Jens Boden           | –                   | Dino Gillarduzzi | Tobias Schneider   |
| 2007 | Denny Ihle                                                                                  | Anton Hahn          | Samuel Schwarz    | Samuel Schwarz    | Tobias Schneider     | Marco Weber          | –                   | Samuel Schwarz   | Tobias Schneider   |
| 2008 | Denny Ihle                                                                                  | Anton Hahn          | Samuel Schwarz    | Samuel Schwarz    | Marco Weber          | Marco Weber          | –                   | Samuel Schwarz   | Tobias Schneider   |
| 2009 | Matthias Schwierz                                                                           | Nico Ihle           | Samuel Schwarz    | Tobias Schneider  | Marco Weber          | Moritz Geisreiter    | –                   | Samuel Schwarz   | Tobias Schneider   |
| 2010 | –                                                                                           | Nico Ihle           | Jan Friesinger    | Jan Friesinger    | Marco Weber          | –                    | –                   | –                | –                  |
| 2011 | –                                                                                           | Nico Ihle           | Samuel Schwarz    | Robert Lehmann    | Marco Weber          | Marco Weber          | –                   | –                | Marco Weber        |
| 2012 | –                                                                                           | Samuel Schwarz      | Samuel Schwarz    | Patrick Beckert   | Moritz Geisreiter    | Moritz Geisreiter    | –                   | Samuel Schwarz   | Alexej Baumgärtner |
| 2013 | –                                                                                           | Denny Ihle          | Samuel Schwarz    | Moritz Geisreiter | Moritz Geisreiter    | –                    | Felix Rijhnen       | Samuel Schwarz   | Moritz Geisreiter  |
| 2014 | –                                                                                           | Nico Ihle           | Samuel Schwarz    | Patrick Beckert   | Patrick Beckert      | Alexej Baumgärtner   | Moritz Geisreiter   | Samuel Schwarz   | Patrick Beckert    |
| 2015 | –                                                                                           | Nico Ihle           | Samuel Schwarz    | Patrick Beckert   | Patrick Beckert      | Patrick Beckert      | Patrick Beckert     | Nico Ihle        | Alexej Baumgärtner |
| 2016 | –                                                                                           | Nico Ihle           | Nico Ihle         | Patrick Beckert   | Patrick Beckert      | Felix Maly           | Patrick Beckert     | Nico Ihle        | Moritz Geisreiter  |
| 2017 | –                                                                                           | Nico Ihle           | Joel Dufter       | Patrick Beckert   | Patrick Beckert      | Patrick Beckert      | Felix Maly          | -                | -                  |

## Kleinbahnmeisterschaften
Unter Kleinbahn sind die Meisterschaften zusammengefasst die kürzer sind als 400 Meter. Im Gegensatz zu den heutigen standardisierten 400-Meter-Bahnen waren in den Anfängen des Eisschnelllaufs verschiedene Bahnlängen verbreitet.

### Frauen
| Meisterschaften des DEV für die BRD | Meisterschaften des DEV für die BRD | Meisterschaften des DEV für die BRD | Meisterschaften des DEV für die BRD |
| Jahr                                | Strecke                             | Meisterin                           | Bahn (Länge)                        |
| ----------------------------------- | ----------------------------------- | ----------------------------------- | ----------------------------------- |
| 1964                                | 500 m                               | Ellen Hauss                         | Waldstadion Frankfurt (200 m)       |
| 1964                                | 1000 m                              | Ellen Hauss                         | Waldstadion Frankfurt (200 m)       |
| 1964                                | 3000 m                              | Ellen Hauss                         | Waldstadion Frankfurt (200 m)       |
| 1965                                | Allround-MK                         | Hannelore Strauß                    | Sportpark Neukölln (200 m)          |
| 1967                                | Allround-MK                         | Eva-Maria Sappl                     | Sportpark Neukölln (200 m)          |
| 1968                                | Allround-MK                         | Paula Dufter                        | Sportpark Neukölln (200 m)          |
| 1971                                | Allround-MK                         | Ursula Bürger                       | Planten un Blomen (200 m)           |

| Meisterschaften des DELV für die DDR | Meisterschaften des DELV für die DDR | Meisterschaften des DELV für die DDR | Meisterschaften des DELV für die DDR |
| Jahr                                 | Strecke                              | Meisterin                            | Bahn (Länge)                         |
| ------------------------------------ | ------------------------------------ | ------------------------------------ | ------------------------------------ |
| 1959                                 | Allround-MK                          | Helga Haase                          | Werner-Seelenbinder-Halle (133 m)    |
| 1962                                 | Allround-MK                          | Helga Haase                          | Werner-Seelenbinder-Halle (133 m)    |

### Männer
| Meisterschaften des DEV für die BRD | Meisterschaften des DEV für die BRD | Meisterschaften des DEV für die BRD | Meisterschaften des DEV für die BRD |
| Jahr                                | Strecke                             | Meister                             | Bahn (Länge)                        |
| ----------------------------------- | ----------------------------------- | ----------------------------------- | ----------------------------------- |
| 1958                                | Allround-MK                         | Jürgen Sonntag                      | Sportpark Neukölln (200 m)          |
| 1959                                | Allround-MK                         | Klaus-Jürgen Bachmann               | Planten un Blomen (200 m)           |
| 1960                                | Allround-MK                         | Klaus-Jürgen Bachmann               | Sportpark Neukölln (200 m)          |
| 1961                                | Allround-MK                         | Günther Traub                       | Planten un Blomen (200 m)           |
| 1962                                | Allround-MK                         | Gerhard Zimmermann                  | Sportpark Neukölln (200 m)          |
| 1963                                | Allround-MK                         | Herbert Höfl                        | Planten un Blomen (200 m)           |
| 1964                                | 500 m                               | Erhart Ehlert                       | Waldstadion Frankfurt (200 m)       |
| 1964                                | 1500 m                              | Karl Merdes                         | Waldstadion Frankfurt (200 m)       |
| 1964                                | 5000 m                              | Karl Merdes                         | Waldstadion Frankfurt (200 m)       |
| 1965                                | Allround-MK                         | Günther Traub                       | Sportpark Neukölln (200 m)          |
| 1967                                | Allround-MK                         | Gerhard Zimmermann                  | Sportpark Neukölln (200 m)          |
| 1968                                | Allround-MK                         | Gerhard Zimmermann                  | Sportpark Neukölln (200 m)          |

| Meisterschaften des DELV für die DDR | Meisterschaften des DELV für die DDR | Meisterschaften des DELV für die DDR | Meisterschaften des DELV für die DDR |
| Jahr                                 | Strecke                              | Meister                              | Bahn (Länge)                         |
| ------------------------------------ | ------------------------------------ | ------------------------------------ | ------------------------------------ |
| 1959                                 | Allround-MK                          | Günter Tilch                         | Werner-Seelenbinder-Halle (133 m)    |
| 1961                                 | Allround-MK                          | Manfred Schüler                      | Werner-Seelenbinder-Halle (133 m)    |
| 1962                                 | Allround-MK                          | Helmut Kuhnert                       | Werner-Seelenbinder-Halle (133 m)    |